# Rivière Gagné
Pour les articles homonymes, voir Gagné.
La rivière Gagné est un affluent de la rivière Osgood, dont le courant se déverse successivement dans la rivière Palmer et la rivière Bécancour ; cette dernière étant à son tour un affluent de la rive sud du fleuve Saint-Laurent.
La rivière Gagné coule dans les municipalités de Thetford Mines et de Kinnear's Mills, dans la municipalité régionale de comté (MRC) des Appalaches, dans la région administrative de Chaudière-Appalaches, au Québec, au Canada.

## Géographie
Les principaux bassins versants voisins de la rivière Gagné sont :
- côté nord : rivière Osgood ;
- côté est : rivière Sunday, Rivière Perry, rivière Palmer ;
- côté sud : ruisseau Prévost, rivière Prévost-Gilbert, rivière Ashberham, rivière Bécancour, rivière Bagot ;
- côté ouest : ruisseau Old Mill, ruisseau Bullard.

La rivière Gagné tire sa source au cœur du village de Pontbriand, à Thetford Mines.
À partir de sa source, la rivière Gagné coule sur 6,5 km vers le nord-ouest jusqu'à sa confluence.
La rivière Gagné se déverse à la confluence de la rivière Osgood avec le ruisseau Prévost dans la municipalité de Kinnear's Mills, au cœur du hameau de Plage-Lemieux. Sa confluence est située à 0,8 km en amont de la frontière municipale entre Kinnear's Mills et Thetford Mines.

## Toponymie
Le toponyme "rivière Gagné" a été officialisé le 6 octobre 1983 à la Commission de toponymie du Québec.